# Air Lituanica
Air Lituanica war eine litauische Fluggesellschaft mit Sitz in Vilnius und Basis auf dem Flughafen Vilnius.

## Geschichte
Air Lituanica wurde am 1. Mai 2013 von der Stadtgemeinde Vilnius (unter Leitung von Zuokas) als Hauptanteilseigner mit weiteren Investoren gegründet. Der Flugbetrieb wurde am 30. Juni 2013 aufgenommen, die Gesellschaft wurde hierbei von Estonian Air aus Estland unterstützt.
Zum 27. November 2013 kündigte Estonian Air jedoch alle Verträge mit Air Lituanica aufgrund unbezahlter Rechnungen.
Im Jahr 2014 beförderte man  streckennetzweit insgesamt 132.000 Fluggäste.
Am 22. Mai 2015 fanden nur noch einzelne Flüge statt, die restlichen wurden gestoppt. Der Flugbetrieb wurde am 23. Mai 2015 eingestellt. Das lettische Unternehmen Air Baltic übernahm  einen Teil der Lituanica-Flüge bis Ende Mai 2015. Passagiere von Air Lituanica fliegen mit Air Baltic auf den Strecken von und nach München, Hamburg, Amsterdam, Brüssel, Prag, Paris, Billund, Stockholm, Vilnius und Tallinn. Das Unternehmen bot Berlin-Tegel, Hamburg und München drei Deutschland-Ziele ab der litauischen Hauptstadt an.

## Flugziele
Air Lituanica verband seit Betriebsaufnahme Vilnius unter anderem mit Berlin, Brüssel und Amsterdam, Tallinn, Prag und München.

## Flotte

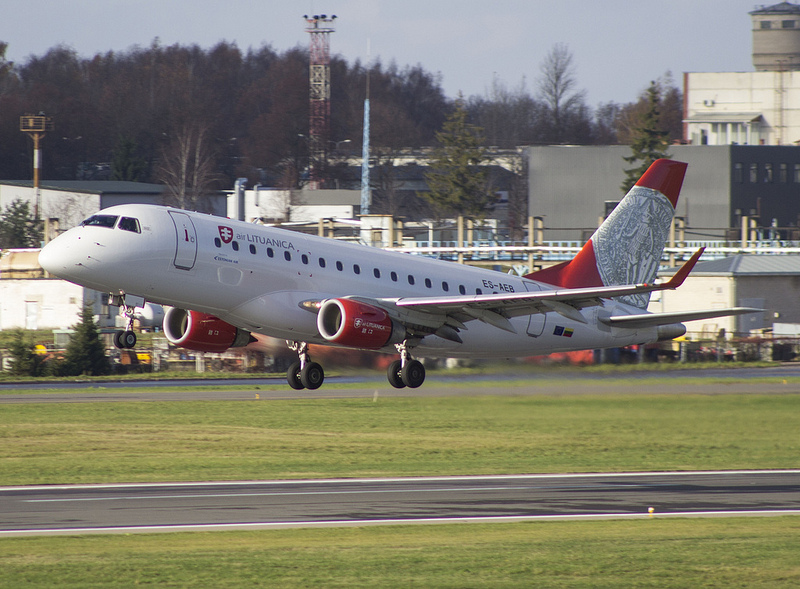
Embraer 170 der Air Lituanica

Mit Stand April 2015 bestand die Flotte der Air Lituanica aus vier Flugzeugen:
| Flugzeugtyp     | aktiv | bestellt | Anmerkungen              | Sitzplätze |
| --------------- | ----- | -------- | ------------------------ | ---------- |
| ATR 42-500      | 1     |          | geleast von DOT LT       | 46         |
| Embraer ERJ 145 | 1     |          | geleast von bmi regional | 49         |
| Embraer 170     | 1     |          | geleast von Estonian Air | 76         |
| Embraer 175     | 1     |          |                          | 86         |
| Gesamt          | 4     | -        |                          |            |